# Gelbschopf-Brillenvanga
Der Gelbschopf-Brillenvanga (Prionops alberti) oder Gelbschopf-Brillenwürger ist eine Vogelart aus der Unterfamilie der Brillenwürger (Prionopinae) innerhalb der Familie der Vangawürger (Vangidae).
Der Vogel ist endemisch in der Demokratischen Republik Kongo im Osten in den Bergen des westlichen Albertine Riftes.
Der Lebensraum umfasst Bergwald, Wälder aus Kosobaum und Bambus, in geringeren Höhenlagen auch primärer Regenwald von 1100–2600, auch bis etwa 4400 m Höhe.
Der Artzusatz bezieht sich auf Albert I., König der Belgier.
Dieser Brillenvanga ist vermutlich ein Standvogel.

## Merkmale

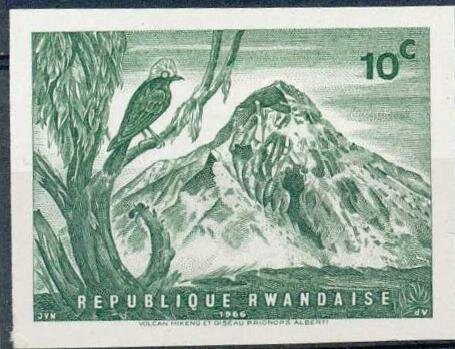
Der Vogel ist auf einer Briefmarke aus Ruanda aus dem Jahre 1966 abgebildet

Die Art ist 22–24 cm groß und wiegt etwa 61–62 g. Der Vogel ist im Wesentlichen schwarz bis auf den auffallend leuchtend gelben Kopf: Ein gerundeter gelber Kamm von bis zu 2 cm Länge reicht vom Schnabelansatz bis zum Nacken, die Zügel und die Partie oberhalb der Augen sind hellgelb, über dem Auge fast weiß. Das übrige Gefieder ist schwarz, grünlich glänzend. Die Iris ist grünlich-gelb mit schmalem orangefarbenem Augenring. Der Schnabel ist schwarz, die Beine grau-rosa bis rötlich. Die Geschlechter unterscheiden sich nicht. Jungvögel haben eine weißliche, bräunliche oder blass gelbe Haube, weniger Glanz im Gefieder, braune Augen und bräunlichen Schnabel.
Die Art ist monotypisch.

## Stimme
Der Ruf des Männchens wird als bis zu 6 mal wiederholtes „tlu-uk“ beschrieben, auch kommt lärmiger Wechsel- oder Chorgesang vor.

## Lebensweise
Die Nahrung besteht hauptsächlich aus Insekten, gerne Heuschrecken, die im Pulk von meist   4–8 Individuen in schnellen Bewegungen oben in den Wipfeln oder im Fluge gejagt werden. Seltener ist die Art in gemischten Jagdgemeinschaften zu finden.
Die Brutzeit dürfte in der Regenzeit liegen, das Nest befindet sich 6–7 m über dem Erdboden.

## Gefährdungssituation
Der Bestand gilt als „gefährdet“ (Vulnerable).